# INFP
Cet article concerne un type psychologique de la classification Myers-Briggs. Pour le type socionique INFp, voir Socionique.
INFP (abréviation de l'anglais « introversion, intuition, feeling, perception » signifiant Introversion, Intuition, Sentiment, Perception) est l'un des seize types psychologiques du test Myers-Briggs Type Indicator (MBTI), un test de personnalité controversé et qualifié de pseudo-scientifique. Il est l'un des quatre types appartenant au tempérament Idéaliste.
Les INFP forment un type de personnalité constituant environ 4,4 % de la population.

## Préférences du INFP
- I — Introversion préférée à l'extraversion : les INFP sont généralement discrets et réservés. Ils préfèrent interagir avec quelques amis dont ils sont proches qu'avec un large cercle de connaissances, et ils dépensent de l'énergie lors de leurs relations en société[4].
- N — Intuition préférée à la sensation (la lettre N est utilisée puisque le I est déjà utilisé pour l'introversion) : les INFP sont davantage abstraits que concrets. Ils concentrent leur attention sur l'image globale d'une chose ou d'une situation plutôt que sur ses détails, sur le contexte plutôt que sur la chose en elle-même, sur les possibilités futures plutôt que sur les réalités immédiates[5].
- F — Sentiment (en anglais : Feeling) préféré à la pensée : les INFP valorisent davantage les considérations subjectives ou personnelles que les critères impersonnels et objectifs. Lorsqu'ils prennent des décisions, ils accordent un poids plus grand à des considérations sociales qu'à la logique[6].
- P — Perception préférée au jugement : les INFP retiennent leur jugement et mettent du temps à prendre des décisions importantes, préférant garder un maximum de possibilités ouvertes au cas où les circonstances changeraient[7].

## Caractéristiques

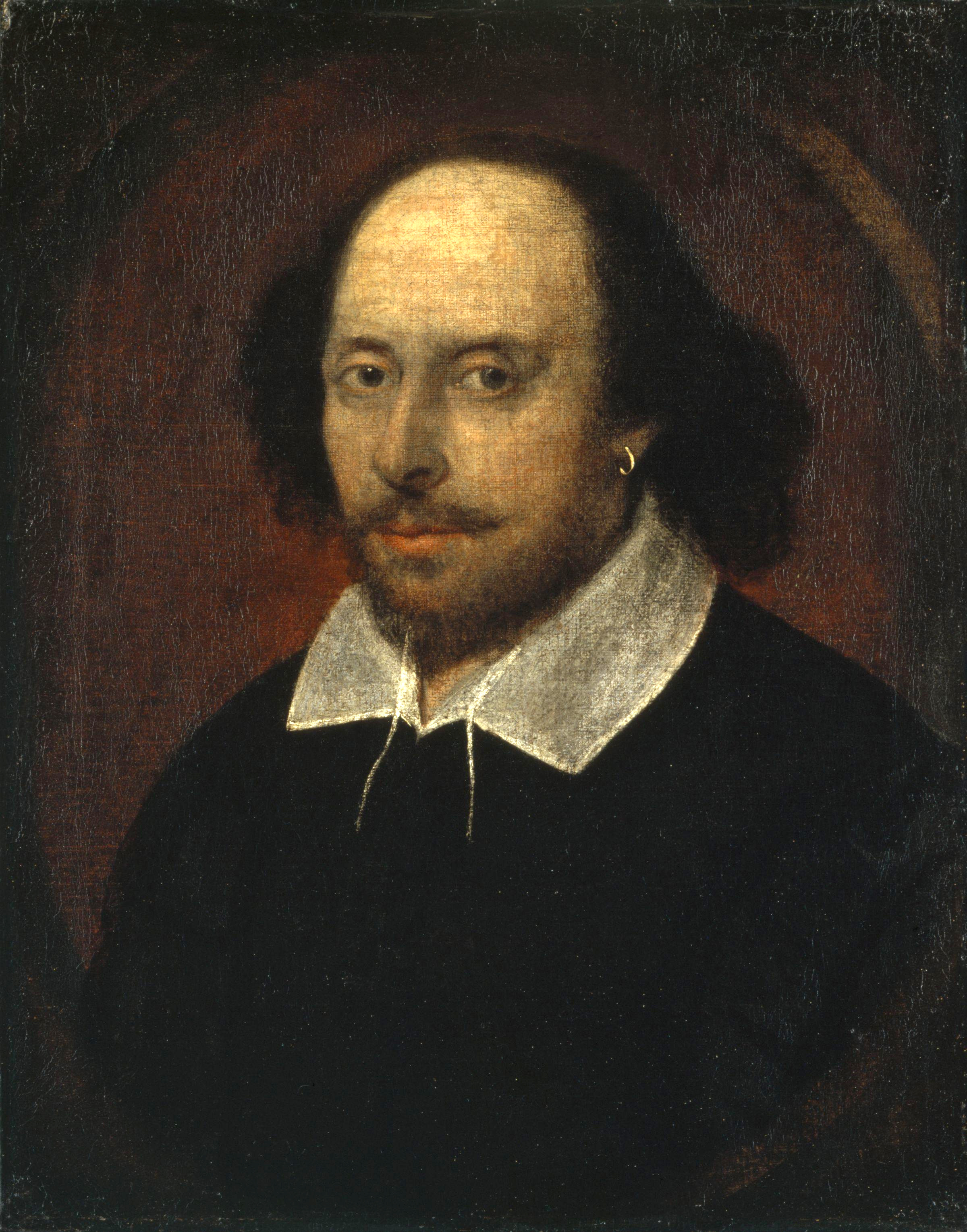
Le psychologue David Keirsey a identifié William Shakespeare comme INFP. Cependant, si l'on suit les règles du MBTI, seul le passage du test permet d'identifier avec certitude un type de personnalité.

D'après la typologie de Myers-Briggs, les INFP concentrent la plus grande partie de leur énergie sur un monde intérieur dominé par des sentiments intenses et un sens éthique très développé. Ils cherchent une vie qui corresponde à leurs valeurs. Loyaux, accordant une grande importance aux autres, les INFP peuvent rapidement repérer les opportunités où ils peuvent exercer leurs idéaux. Ils sont curieux, cherchent à comprendre ceux qui les entourent, et se montrent tolérants et flexibles, excepté lorsque les valeurs en lesquelles ils croient sont menacées.
Le comportement poli et réservé des INFP peut les rendre difficiles à connaître au premier abord. Ils apprécient pourtant la conversation, et prennent un plaisir particulier à tout ce qu'ils peuvent apprendre d'inhabituel. Lorsqu'ils sont d'humeur sociable, leur humour et leur charme sont remarquables. Leur disposition les poussant à aimer les gens et à éviter le conflit, les INFP constituent souvent une compagnie tout à fait plaisante pour autrui.
Dévoués à leur cercle d'amis, les INFP se conçoivent en gardiens du bien-être des autres, consolant ceux qui se trouvent dans la détresse. Guidés par leur désir d'harmonie, ils préfèrent toujours la flexibilité à la rigidité, du moment que leurs valeurs sont respectées. Si ce n'est pas le cas, ils les défendront avec fougue et passion. Ils sont souvent capables de pousser les autres à donner un poids moindre à leurs propres opinions, avec tact, diplomatie et une certaine capacité à voir une situation ou un objet sous différents points de vue.
Les INFP développent cette capacité par la réflexion, et ils ont besoin de beaucoup de temps pour pondérer et « digérer » de nouvelles informations. Autant ils peuvent se montrer patients lorsqu'il faut traiter quelque chose de complexe, autant la routine les ennuie. Ils ne sont pas toujours organisés, mais se montrent méticuleux vis-à-vis des choses auxquelles ils accordent de l'importance. Perfectionnistes, ils peuvent peiner à finir une tâche dans la mesure où celle-ci ne satisfait pas leurs hauts standards. Ils peuvent même revenir sur un projet déjà complété et bouclé pour l'améliorer de nouveau.
Les INFP sont un type créatif et ont un don pour manier le langage. Introvertis, ils préfèrent s'exprimer par l'écriture que par l'expression orale directe. Leur dominante sentimentale (Feeling) les conduit à désirer la communication avec les autres, tandis que leur fonction auxiliaire intuitive dépend de leur imagination. Ils ont un talent pour jouer avec les symboles, ils aiment les métaphores et les similitudes. Les INFP cherchent continuellement de nouvelles idées, s'adaptent bien au changement et préfèrent travailler dans un environnement qui leur permet d'exprimer leurs talents, et par là de se différencier positivement des autres, en accord avec leurs valeurs personnelles.

## Fonctions cognitives
D'après les développements les plus récents, les fonctions cognitives des INFP s'articulent comme suit :
DominanteSentiment introverti (Fi)
Le sentiment introverti filtre les informations à partir de jugements de valeurs, et forme ces jugements à partir de critères souvent intangibles. Il balance constamment entre deux impératifs différents, tels que le désir d'harmonie et celui d'authenticité. Adapté aux distinctions subtiles, le sentiment introverti sent instinctivement ce qui est vrai ou faux dans une situation donnée. Avec le sentiment introverti pour fonction dominante, les INFP vivent dans un monde riche en émotions.
AuxiliaireIntuition extravertie (Ne)
L'intuition extravertie trouve et interprète le sens caché d'un objet, d'un propos ou d'une situation, raisonnant à partir de la question « et si...? » pour explorer d'éventuelles alternatives et faire coexister de multiples possibilités. Ce jeu de l'imagination tisse la toile de l'expérience et d'une certaine perspicacité pour former un nouveau schéma d'ensemble, qui peut devenir un catalyseur pour l'action. Les INFP comprennent d'abord le monde à partir de leur intuition. Ils voient facilement les choses d'un point de vue d'ensemble, détectant les intentions dans une situation et ressentant le flot de l'existence comme un devenir.
TertiaireSensation introvertie (Si)
La sensation introvertie collecte les données du moment présent et les compare avec celles des expériences passées. Ce processus fait remonter à la surface des sentiments associés à des souvenirs que le sujet revit en se les remémorant. Cherchant à protéger ce qui lui est familier, la sensation introvertie identifie dans l'histoire des buts et des attentes en vue d’évènements futurs. Cette fonction donne aux INFP une inclination naturelle pour passer d'un "monde" à l'autre et les rend plus facilement distraits que les autres types.
InférieurePensée extravertie (Te)
La pensée extravertie organise et planifie les idées pour assurer une poursuite efficace et productive d'objectifs donnés. Elle cherche des explications logiques aux actions, évènements et conclusions, et y identifie de possibles erreurs ou sophismes. La pensée extravertie aide les INFP à se focaliser sur les détails externes ; cependant, étant une fonction inférieure, elle demande davantage d'énergie et n'est pas aussi fiable que si elle constituait une fonction dominante.

### Fonctions secondaires
D'après les développements les plus récents, notamment les travaux de Linda V. Berens, ces quatre fonctions additionnelles ne sont pas celles auxquelles les INFP tendent naturellement, mais peuvent émerger en situation de stress. Pour les INFP, ces fonctions s'articulent comme suit :
- Sentiment extraverti (Fe) : Le sentiment extraverti recherche le lien social et crée d'harmonieuses interactions par un comportement poli et adapté. Il répond aux désirs explicites (et implicites) des autres, ce qui peut donner lieu à un conflit interne entre les propres besoins du sujet et le désir de satisfaire ou de comprendre ceux des autres[17].
- Intuition introvertie (Ni) : Attirée par des dispositifs ou actions symboliques, l'intuition introvertie opère la synthèse de couples de contraires pour créer dans l'esprit des images neuves. De ces réalisations provient une certaine forme de certitude, qui demande des actions ou des expériences pour nourrir une éventuelle vision de l'avenir ; de telles réalisations peuvent inclure des systèmes complexes ou des vérités universelles[18].
- Sensation extravertie (Se) : La sensation extravertie se concentre sur les expériences et les sensations du monde physique et immédiat. Pourvue d'une conscience aigüe de ce qui entoure l'individu, elle lui apporte des faits et des détails pouvant constituer le moteur d'actions spontanées[19].
- Pensée introvertie (Ti) : La pensée introvertie recherche la précision, par exemple celle du mot juste pour exprimer une idée avec exactitude. Elle remarque les menues distinctions qui définissent l'essence des choses, puis les analyse et en opère la classification. La pensée introvertie examine une situation sous tous les aspects, cherche à résoudre des problèmes avec le minimum d'efforts et de risques. Elle recourt à des modèles pour remédier aux flottements et inconsistances du raisonnement logique[20].

## INFP célèbres
Bien que seul le passage du test MBTI permette d'identifier avec certitude un type de personnalité, plusieurs praticiens ont tenté de déterminer le type de certains personnages célèbres à partir d'éléments biographiques. Le psychologue américain David Keirsey a ainsi identifié de nombreux INFP célèbres. Le comédien Stephen Colbert, animateur du Late Show, fut identifié pour sa part comme INFP lors de son émission du 28 septembre 2015 après avoir passé le test du MBTI.

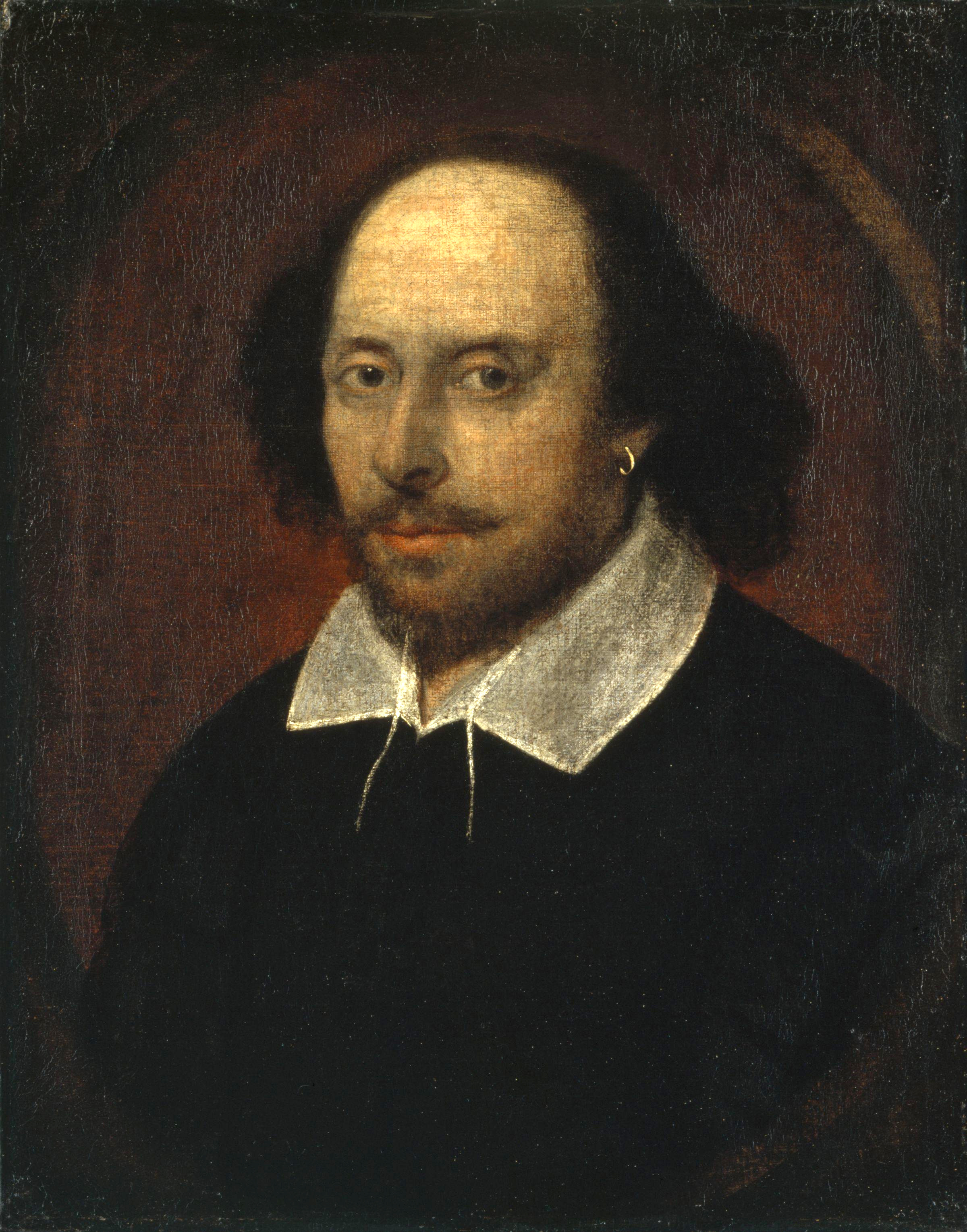
William Shakespeare, écrivain et acteur anglais.
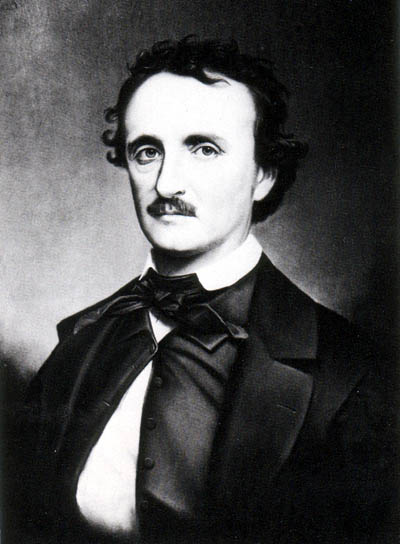
Edgar Allan Poe, écrivain américain.
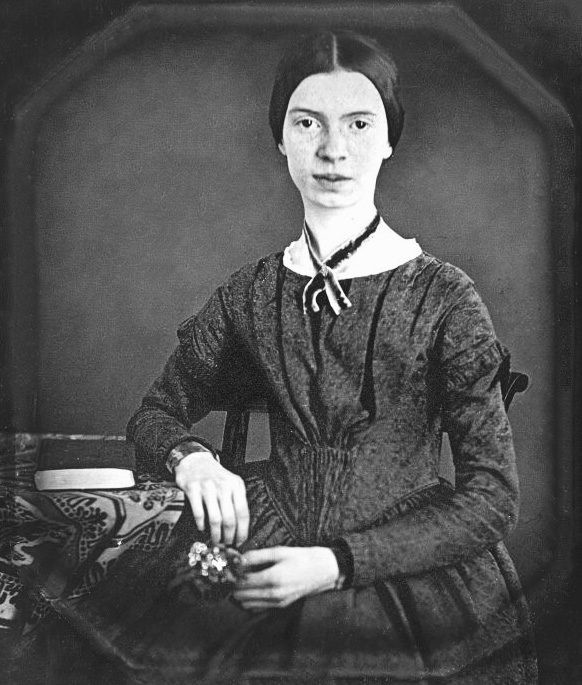
Emily Dickinson, poétesse américaine.
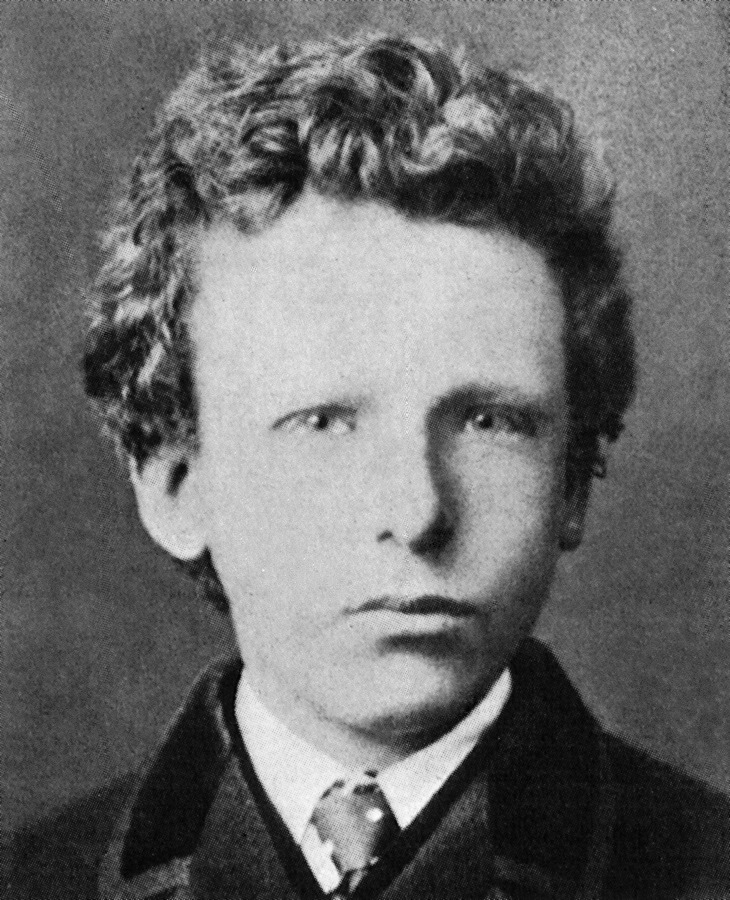
Vincent van Gogh, peintre néerlandais.
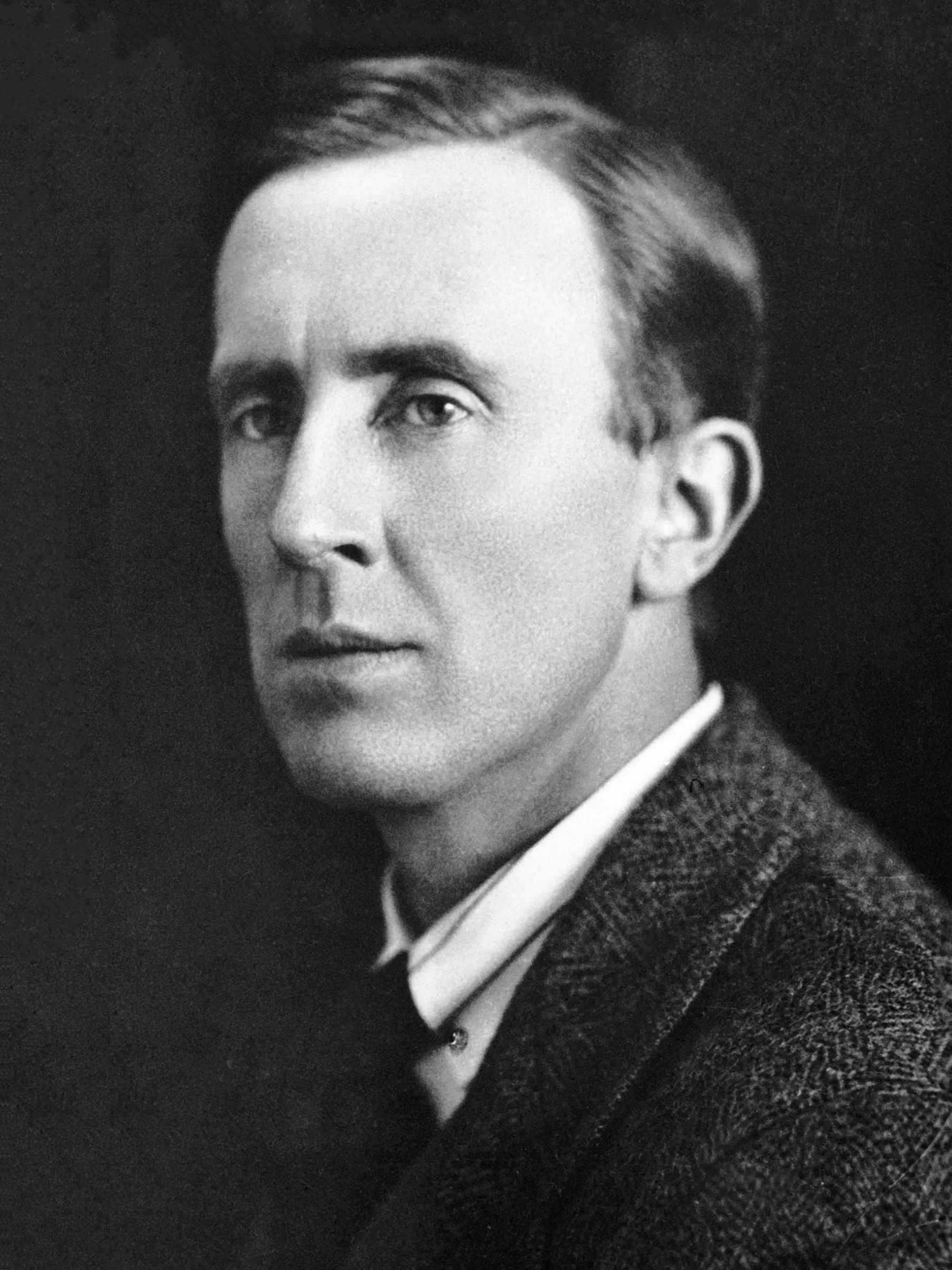
J.R.R. Tolkien, écrivain, philologue et professeur d’université anglais.
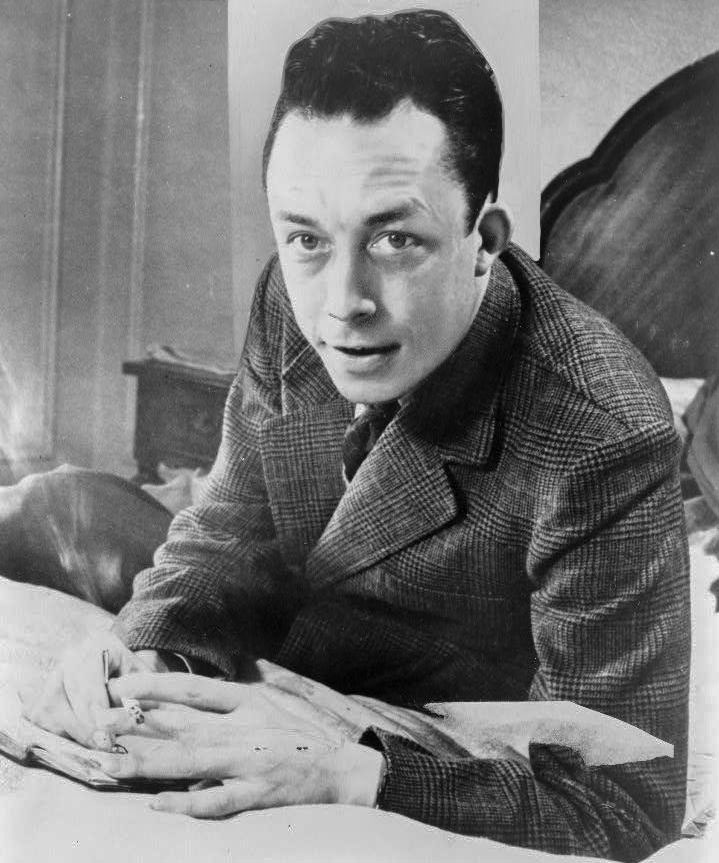
Albert Camus, écrivain, philosophe et journaliste français.
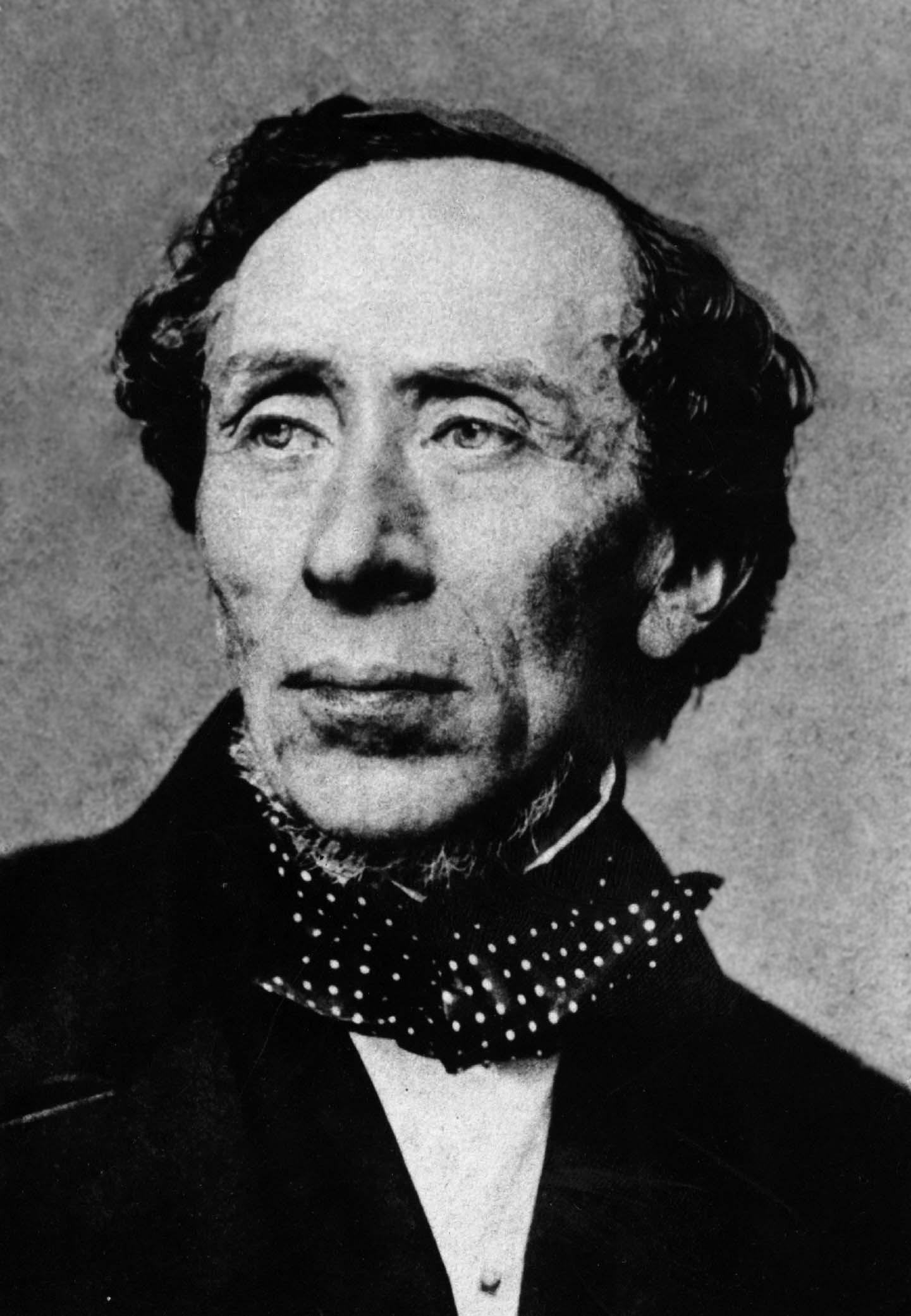
Hans Christian Andersen, écrivain danois.
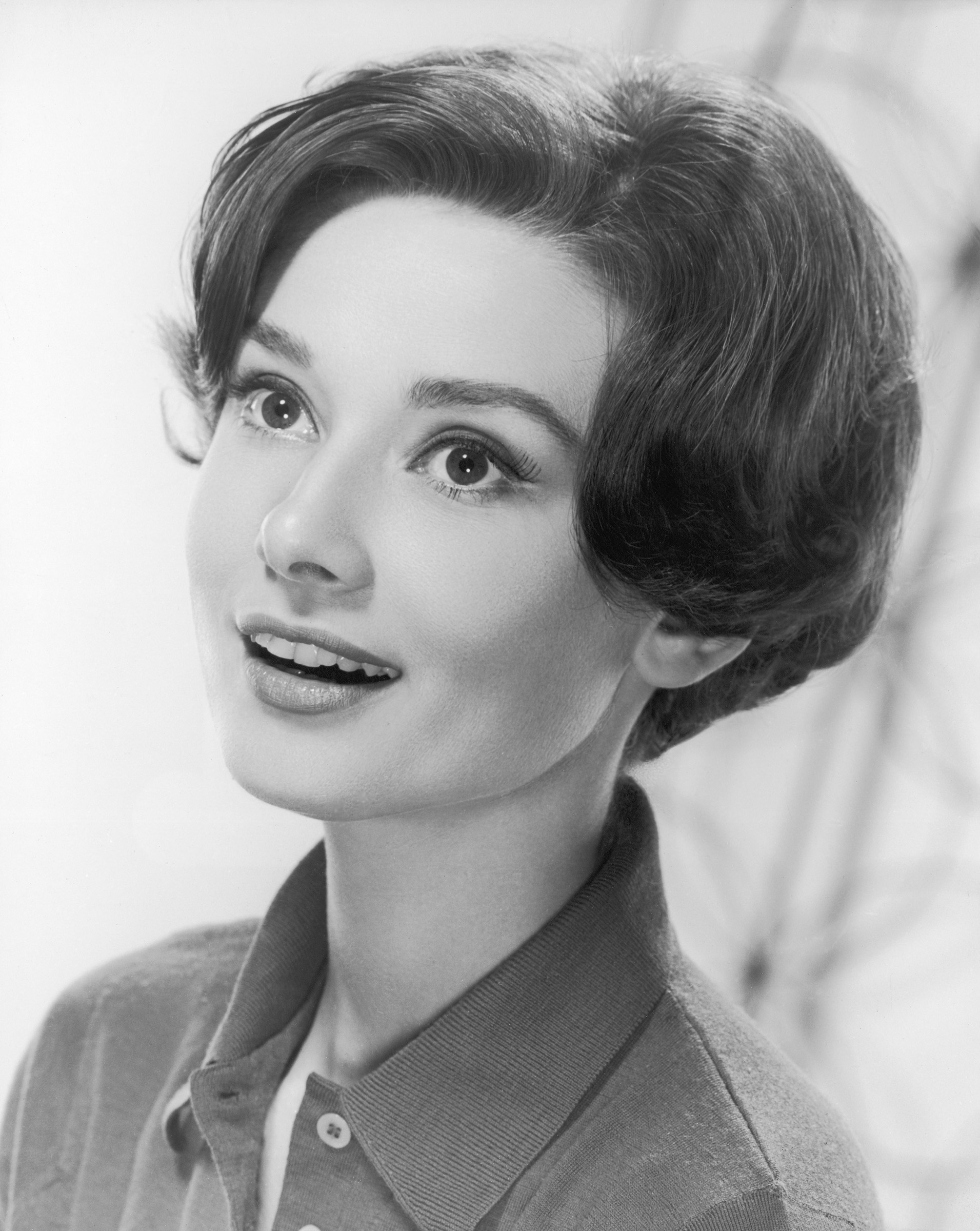
Audrey Hepburn, actrice britannique et ambassadrice de l'UNICEF.
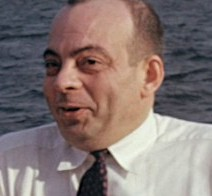
Antoine de Saint-Exupéry, écrivain et aviateur français.
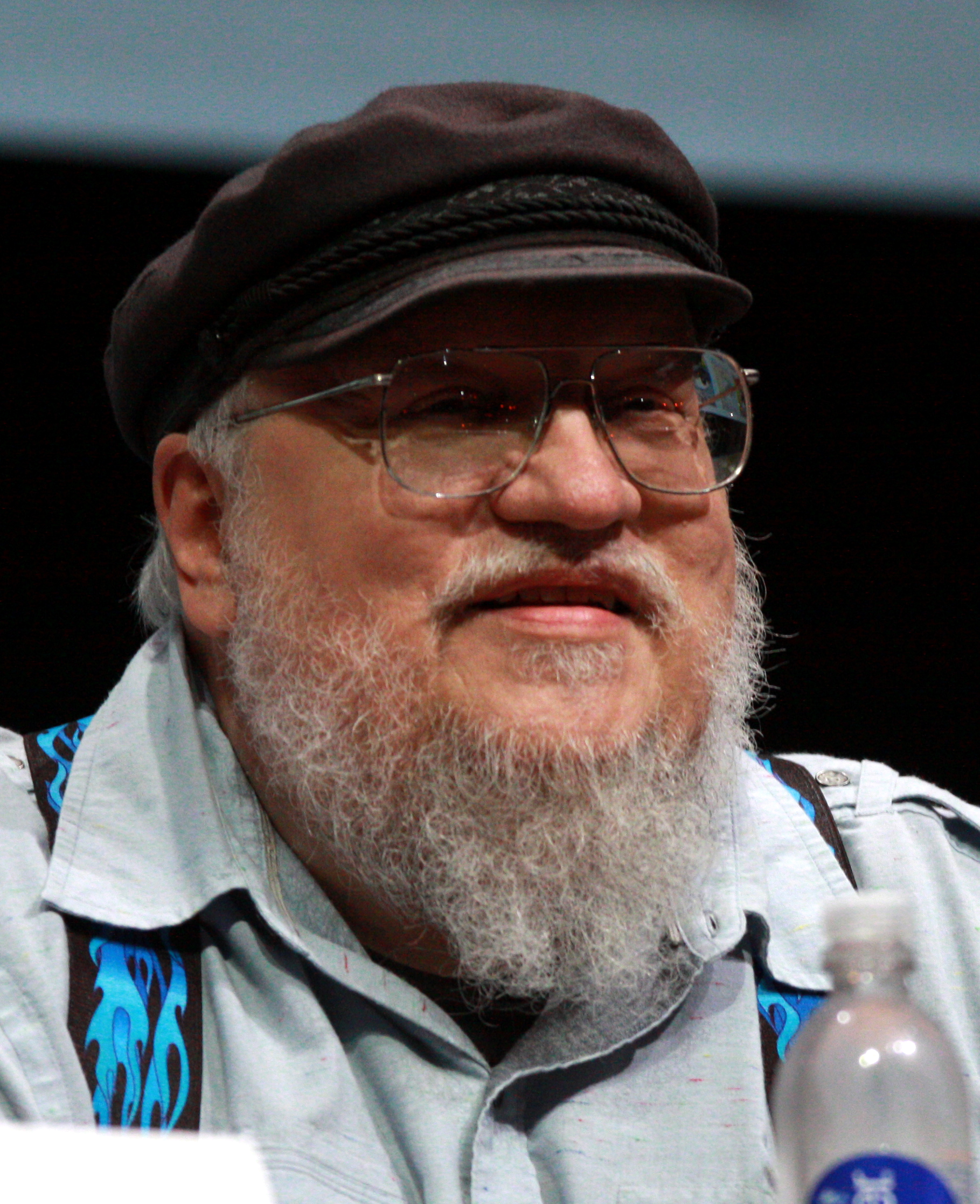
George R. R. Martin, écrivain américain.
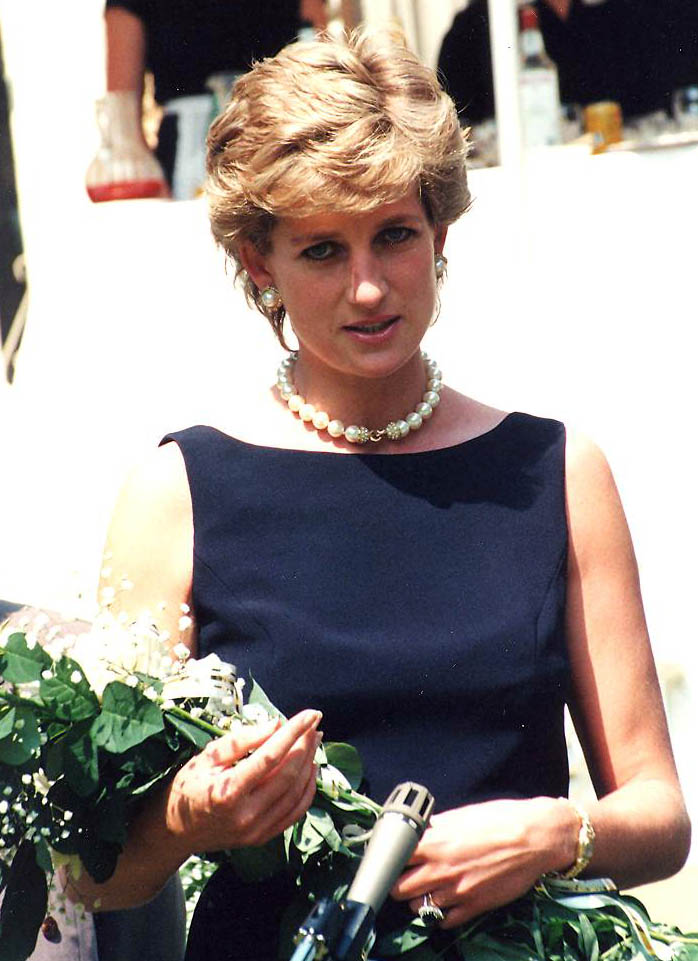
Diana Spencer, dite Princesse Diana, princesse de Galles et duchesse de Cornouailles et de Rothesay.
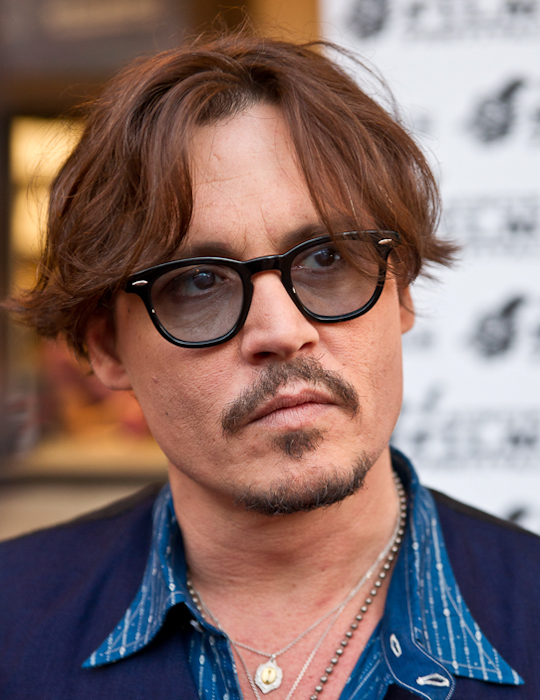
Johnny Depp, acteur et réalisateur américain.
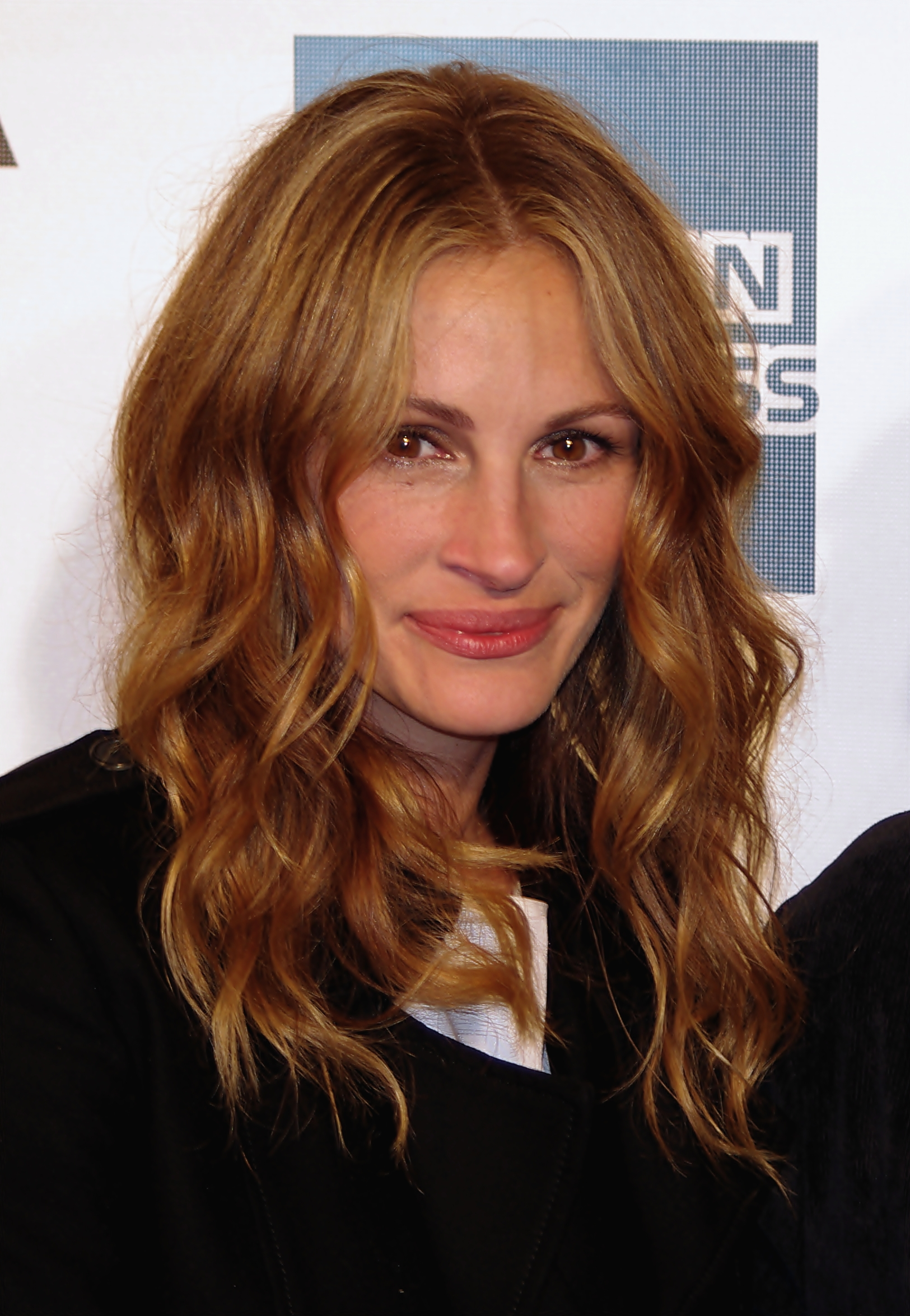
Julia Roberts, actrice et productrice américaine.
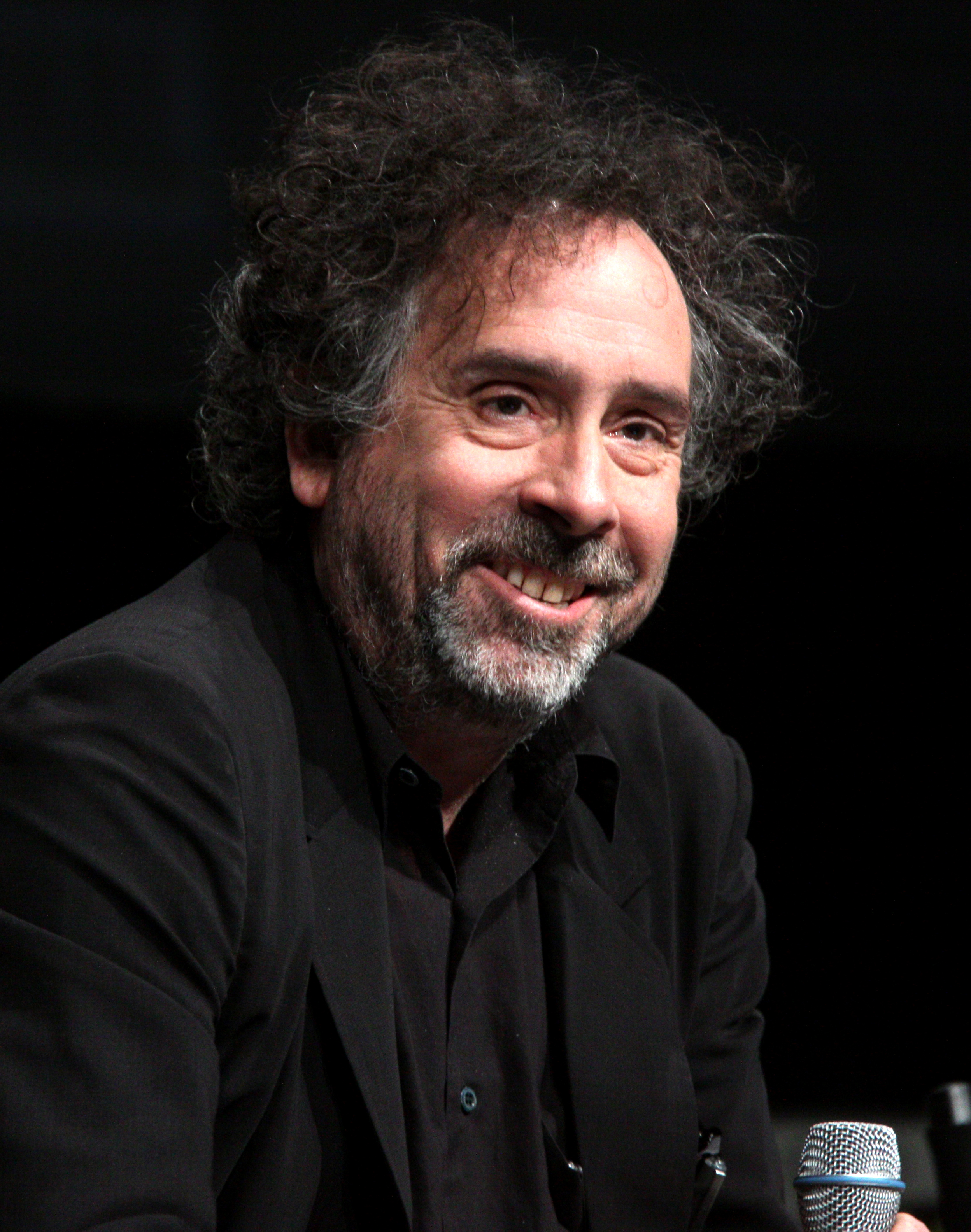
Tim Burton, réalisateur, scénariste et producteur de cinéma américain.
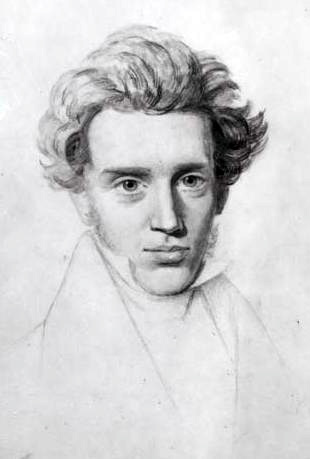
Søren Kierkegaard, philosophe danois.
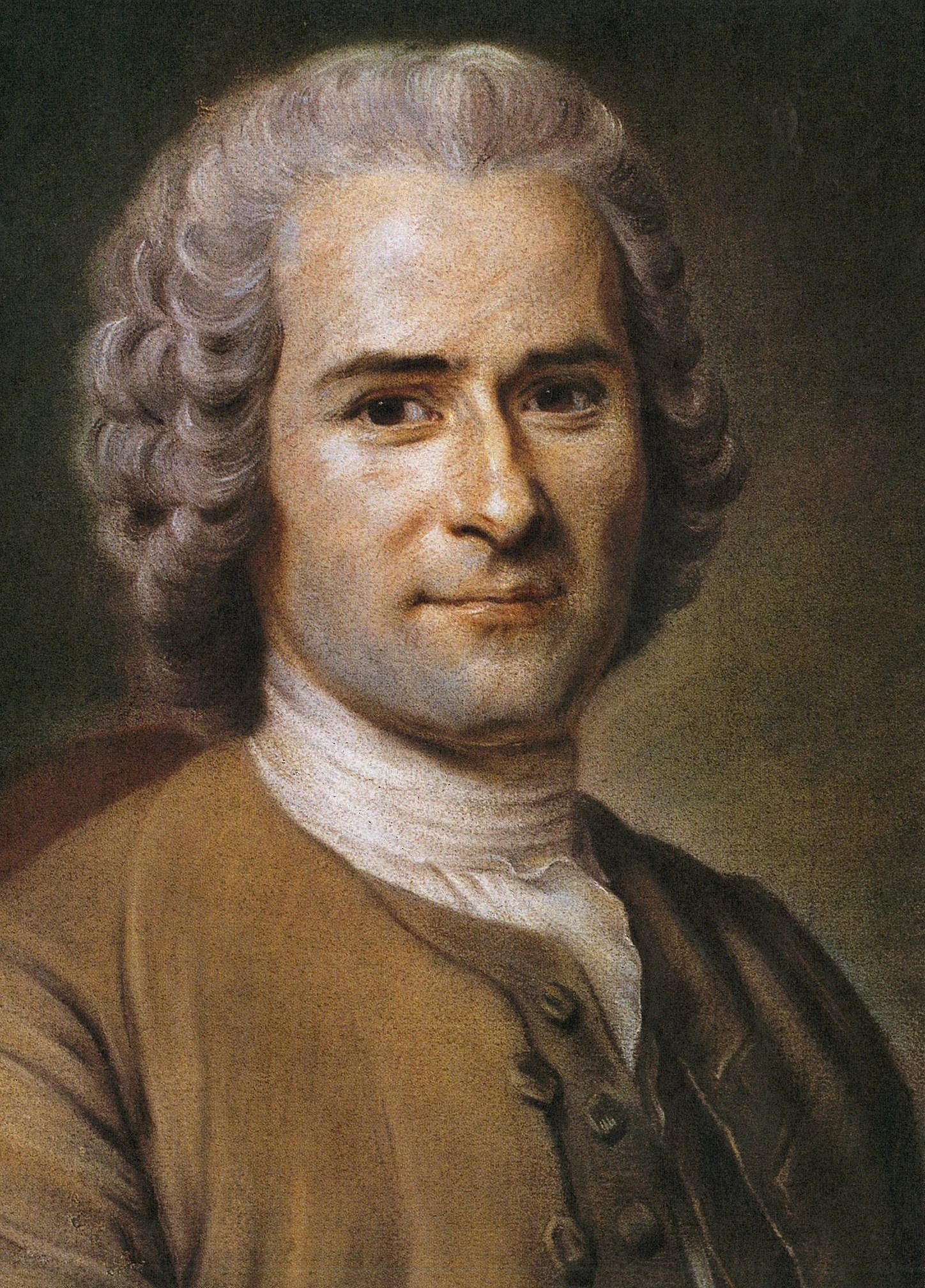
Jean-Jacques Rousseau, philosophe genevois francophone.
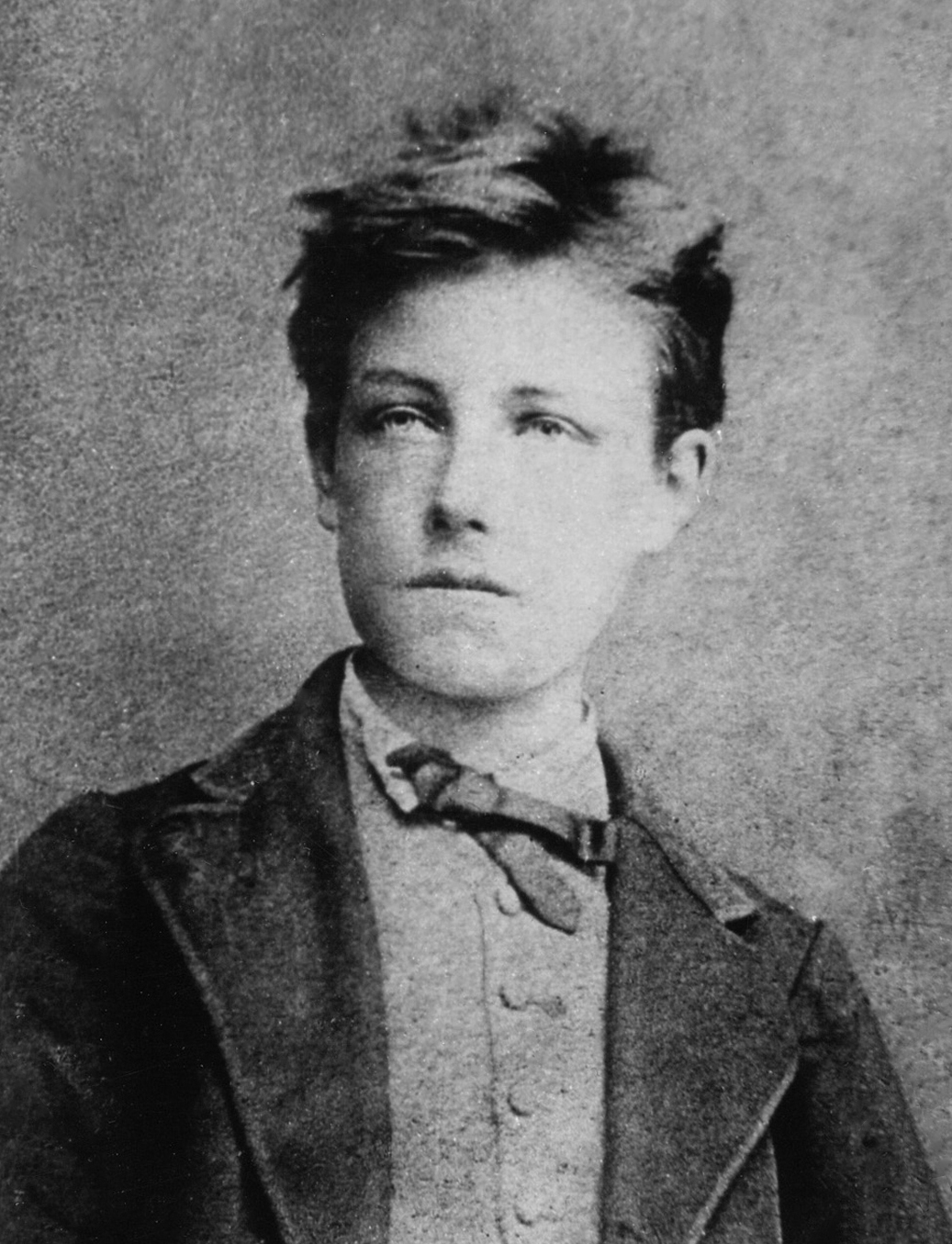
Arthur Rimbaud, poète français.